# 原璃菜子
原 璃菜子（はら りなこ、9月3日 - ）は、日本のオペラ歌手（ソプラノ）。欧文表記だと「Rinako Hara」。

## 人物・来歴
新潟市西区出身。新潟明訓高等学校を経て国立音楽大学卒。東京藝術大学大学院音楽研究科声楽(独唱)専攻修了。新国立劇場オペラ研修所第15期修了。第43回新潟県音楽コンクール大賞受賞。第21回奏楽堂日本歌曲コンクール第2位入賞。第64回全日本学生音楽コンクール(大学・一般の部)東京大会第2位、全国大会第3位入賞。 2015年9月からさわかみオペラ芸術振興財団の助成を得て渡伊。2016年12月、オルトーナで開催されたトスティ国際コンクールにて特別賞(Menzione d'onore)を受賞。2019年10月、第5回エルザ・レスピーギ国際近代歌曲コンクールにて特別賞(Premio “Salotto Clara Boggian”)を受賞。イタリア在住。

## 公演歴
- 2017年1月 トリエステ・ヴェルディ歌劇場『魔笛』にて侍女１役 [2]
- 2018年1月 トリエステ・ヴェルディ歌劇場『イル・トロヴァトーレ』にてイネス役 [3]
- 2018年9月 トリエステ・ヴェルディ歌劇場『舞台裏騒動』にてコリッラ・トルトリーニ役 [4]
- 2018年12月 トリエステ・ヴェルディ歌劇場『奥様女中』にてセルピーナ役 [5]
- 2019年1月 トリエステ・ヴェルディ歌劇場『ナブッコ』にてアンナ役 [6]
- 2019年3月 トリエステ・ヴェルディ歌劇場『愛の妙薬』にてジャンネッタ役 [7]
- 2019年3月 トリエステ・ヴェルディ歌劇場『バスティアンとバスティエンヌ』にてバスティエンヌ役 [8]
- 2019年6月 トリエステ・ヴェルディ歌劇場『カルメン (オペラ)』にてフラスキータ役 [9]
- 2019年12月 トリエステ・ヴェルディ歌劇場『アイーダ』にて巫女の長役 [10]